# Немилов, Владимир Александрович
Владимир Александрович Неми́лов (1891—1950) — советский химик и металлограф.

## Биография
Родился 29 июня (11 июля) 1891 года в Санкт-Петербурге в старообрядческой семье купца 1-й гильдии А. К. Немилова. С отличием закончил реальное отделение.
До 1908 учился в Главном немецком училище Святого Петра (Петришуле). В 1917 году окончил Петроградский политехнический институт (ныне Санкт-Петербургский политехнический университет Петра Великого) по специальности «инженер-металлург». Ученик академика Н. С. Курнакова.
В 1913 году вместе с группой студентов проходил практику в Сормово (Нижегородская губерния).
С 1920 работал инженером на заводе «Севкабель». С 1926 года — в Институте платины КЕПС (с 1930 года — Институт по изучению платины и благородных металлов АН СССР).
С 1934 — организатор и заведующий лабораторией сплавов благородных металлов в ИОНХАН имени Н. С. Курнакова.
С 1936 — профессор МГУ имени М. В. Ломоносова.
Умер 8 февраля 1950 года.

## Научная деятельность
Исследовал многие двойные и тройные металлические системы, главным образом, сплавы платины и палладия, нашёл новые химические соединения благородных металлов с другими металлами и обнаружил некоторые общие закономерности изменения физических свойств тройных систем в зависимости от состава.
Часть работ В. А. Немилова посвящена исследованию металлических твёрдых растворов.
Автор более 65 научных статей и публикаций.

### Избранные научные труды
- Интерметаллические соединения // Успехи химии. — 1940. — Т. 9, вып. 11-12. — С. 1292—1300.
- Исследования в области тройной системы платина—медь—никель // Академия наук СССР. Известия сектора по изучению платины. — 1940. — Вып. 17. — С. 11-128: табл., диагр. — В соавт. с Т. А. Видусовой.
- Общая металлография. — М.—Л.: Изд-во АН СССР, 1947. — 246 с.: ил.

Отец С. В. Немилова, учёного физико-химика, специалиста в области физико-химических свойств стекол, стеклообразующих расплавов и неравновесной термодинамики, лауреата премии имени И. В. Гребенщикова.

## Награды и премии
- Сталинская премия третьей степени (1948) — за усовершенствование технологии производства аммиака

Награждён орденом Трудового Красного Знамени (орденская книжка от 28 ноября 1944 г. за подписью Секретаря Президиума Верховного Совета СССР Горкина, № 186852).